# Список умерших в 1265 году
В этой статье представлен список известных людей, умерших в 1265 году.
См. также: Категория:Умершие в 1265 году

## Январь
- 12 января — Годфри Людхэм[англ.] — архиепископ Йоркский (1258—1265)
- 16 января — Елизавета Вроцлавская — княгиня-консорт Познани (1244—1257), жена Пшемысла I
- 20 января — Джон Маунселл[англ.] — лорд-канцлер Англии (1246—1247, 1248—1249), первый государственный секретарь (1253—1263)

## Февраль
- 8 февраля — Хулагу — монгольский правитель и военачальник,Основатель династии Хулагуидов и первый ильхан государства Хулагуидов (1261—1265)
- 24 февраля — Роже IV де Фуа — граф де Фуа (1241—1265), виконт де Кастельбон, виконт де Сердань и сеньор Андорры (ок. 1230—1260)
- 25 февраля — Ульрих I — граф Вюртемберга (1241—1265)

## Март
- 13 марта — Агнесса Лигницкая[нем.] — графиня-консорт Вюртембурга (1259—1265), жена Ульриха I

## Май
- 14 мая — Жиль Сантаренский[англ.] — португальский святой римско-католической церкви[1].
- 15 мая или 17 мая — Альберт I[англ.] — правитель Мекленбурга (1264—1265)
- 16 мая — Сток, Симон — генеральный приор Ордена Братьев Пресвятой Девы Марии Горы Кармил, святой Римско-католической церкви.
- 29 мая — Родольф Женевский — граф Женевы (1252—1265).

## Июнь
- 17 июня — Докуз-хатун — жена монгольского хана Хулагу.
- 23 июня — Анна Легницкая — княгиня-консорт Польши (Кракова) и Силезии (1238—1241), жена Генриха II Набожного

## Август
- 4 августа:
  - Ральф Бассет, барон Бассет из Дрейтона — активный участник Второй баронской войны, погиб в битве при Ившеме;
  - Генри де Монфор (26) — сын и соратник Симона де Монфора, погиб в битве при Ившеме;
  - Джон де Бошан из Бедфорда, английский землевладелец, феодальный барон Бедфорд и кастелян Бедфордского замка (с 1262);
  - Питер де Монфор[англ.] — первый спикер английского парламента (1258), погиб в битве при Ившеме;
  - Симон де Монфор (57) — граф Лестер и лорд-верховный распорядитель (1218—1265), граф Честер (1264—1265), глава сопротивления баронов королю Англии Генриху III, первый лорд-протектор Англии (1264—1265), основатель первого выборного Парламента Англии (1265), погиб в битве при Ившеме;
  - Хью ле Диспенсер, 1-й барон Диспенсер — первый барон Диспенсер (1258—1265), Главный юстициарий Англии и констебль Лондонского Тауэра (1260—1261, 1263—1265), погиб в битве при Ившеме.

## Октябрь
- 27 октября — Хамфри V де Богун — сеньор Брекона, соратник Симона де Монфора, член Совета Девяти, умер от ран, полученных в битве при Ившеме

## Ноябрь
- 21 ноября — Абрахам из Аугсбурга[англ.] — прозелит иудаизма, казнён, умер мученической смертью.
- 24 ноября — Магнус III — король Мэна (1252—1265).
- Филиппа Бассет, английская аристократка.
- Иринг фон Райнштайн-Хомбург[нем.] — епископ Вюрцбурга (1254—1265).

## Декабрь
- 3 декабря — Одуфредус[англ.] — итальянский юрист

## Дата неизвестна или требует уточнения
- Аделаида Брабантская — графиня Булонская (1260—1265)
- Алгу — Правитель Чагатайского улуса (1260—1265).
- Алексей Филес, византийский государственный деятель, военачальник, великий доместик (1261—1264).
- Альбрехт фон Борна[нем.] — епископ Мерзебурга (1265).
- Анри II Клеман — маршал Франции (1262—1265).
- Арнольд Кведлинбургский — немецкий хронист.
- Гильельма де Руджиер, провансальская поэтесса.
- Го-Фукакуса Ин но Шосхёнаиши[фр.] — японская поэтесса.
- Джон из Такстера, английский хронист, монах-бенедиктинец из аббатства в Бери-Сент-Эдмундс (Суффолк), один из авторов «Хроники Бери-Сент-Эдмундс».
- Добрава Юрьевна — княгиня владимиро-волынская, жена Василько Романовича
- Ева Льежская — святая римско-католической церкви[2].
- Здеслав II из Штернберка, чешско-моравский дворянин из панского рода Дивишовичей, высочайший стольник Моравского маркграфства, родоначальник панского (позднее — графского) рода Штернберков.
- Инес Родригес Гирон[англ.] — кастильская инфанта, жена инфанта Филиппа Кастильского
- Макикха II[англ.] — патриарх Ассирийской церкви Востока (1257—1265), последний патриарх с резиденцией в Багдаде.
- Отто фон Лонсдорф[нем.] — Епископ Пассау (1254—1265)
- Реми, Филипп де — французский писатель и поэт.
- Уильям Маршал из Нортона, английский барон, маршал Ирландии (с 1236).
- Фудзивара Нобузане — японский художник-портретист.
- Фэлим Уа Конхобайр — король Коннахта (1233—1256).
- Хью Кроуфорд[англ.] — шериф Айршира, создатель плана битвы при Ларгсе
- Шелль, Жан де — один из архитекторов собора Парижской Богоматери